# Paola Campanile
Paola Campanile (Bari, 16 settembre 1940 – Sondrio, 1º ottobre 2016) è stata una scrittrice italiana.

## Biografia
Nasce a Bari nel 1940, da famiglia friulana. All'età di 7 anni perde la mamma e viene messa dal padre in orfanatrofio.
Dopo le magistrali insegna a Milano dove si sposa, nel 1981 si trasferisce a Sondrio con i suoi due figli. Dopo molti anni di insegnamento dal 1993 si dedica interamente alla scrittura poetica e allo studio dei linguaggi.
Ha pubblicato le raccolte Volo d'aquila (1985), Il viaggio e i Poliedri (1991), Tedes (1991, Premio Nazionale di Poesia "Lorenzo Montano" con nota critica di G. Gramigna), Lo stalletto e la ruota (1994), Pignarùl (2001, Premio Feronia).
È stata pubblicata nelle antologie Prove d'artista, Donne in poesia, Alfabeta (a cura di Antonio Porta), I poeti contro la mafia, L'Europa e l"altra" Europa.
Nel 2000 ha rappresentato la poesia italiana al "Premio letterario intercontinentale del Mediterraneo a Malta.